# Platytomus ashantii
Platytomus ashantii är en skalbaggsart som beskrevs av S. Endrödi 1973. Platytomus ashantii ingår i släktet Platytomus och familjen Aphodiidae. Inga underarter finns listade i Catalogue of Life.